# 고향의봄도서관
고향의봄도서관은 경상남도 창원시 의창구 서상동 소재의 도서관이다.

## 연혁
- 2002. 11. 02 고향의봄도서관 개관

## 시설현황
- 지하1층: 동원홀, 식당 및 매점, 이원수문학관, 서고, 기계실, 전기실
- 1층: 유아·어린이자료실, 장애인자료실, 사무실, 휴게실
- 2층: 종합자료실, 디지털자료실
- 3층: 자율학습실, 참고자료실·연속간행물실

## 이용 안내
이용 시간
- 종합자료실, 참고자료실/연속간행물실: 09:00 ~ 22:00(평일)/09:00 ~ 18:00(주말,공휴일)
- 유아/어린이자료실, 장애인자료실, 디지털자료실: 09:00 ~ 18:00

휴관일
- 매주 월요일
- 신정, 설 및 추석연휴
- 도서관 사정에 의해 관장이 지정한 날